# Courage the Cowardly Dog
Courage the Cowardly Dog (conocida en Hispanoamérica como Coraje, el perro cobarde y en España como Agallas, el perro cobarde) es una serie animada estadounidense de horror y comedia, creada y dirigida por John R. Dilworth, producida por Stretch Films y emitida originalmente por Cartoon Network. El personaje epónimo vive con sus ancianos dueños —Muriel y Eustace Bagge— en las afueras del ficticio pueblo de Nowhere (Kansas), donde a menudo sufren adversidades causadas por villanos «mezquinos, egoístas y sádicos» o algún visitante inusual. Inmerso en circunstancias sobrenaturales, Courage debe armarse de valentía para proteger la integridad de sus seres cercanos y restablecer la quietud alrededor de la granja que habitan.
Dilworth, un experimentado animador egresado de la Escuela de Artes Visuales de Nueva York, plasmó ideas de carácter autobiográfico en Courage, como señas de su «comportamiento disfuncional» ante determinadas circunstancias, y a grandes rasgos describió su labor en esta y otras obras originales como una «terapia no declarada». El número de protagonistas coincide con el de varias de sus creaciones anteriores, como el cortometraje Smart Talk With Raisin (1993), que contiene personajes con características similares a las de Courage y sus dueños. The Chicken from Outer Space (o El pollo del espacio exterior, de 1996), uno de los dieciocho pilotos presentados en el programa antológico What a Cartoon!, ya presentaba a los personajes principales y el ambiente remoto que caracteriza a esta ficción. La Academia de Artes y Ciencias Cinematográficas lo nominó a un premio Óscar en la categoría del mejor corto animado, honor que al final obtuvo A Close Shave, del animador Nick Park. No obstante, su buena acogida resultó clave para que se produjera la serie televisiva, cuyo estreno en 1999 estableció un récord de audiencia para Cartoon Network al captar la atención del 2.4 % de los hogares que tenían acceso a su señal. Su emisión original finalizó el 22 de noviembre de 2002, con lo que se totalizaron cuatro temporadas que abarcan 52 episodios divididos en segmentos de once minutos. Ganó el premio Golden Reel a la mejor edición de sonido y el Annie al diseño de producción sobresaliente, además de haber generado múltiples mercancías, tales como gorras y camisetas.
Su estilo visual consiste en una amalgama de recursos, como la animación 2D, el CGI, la arcilla, los recortes y el mapeo de texturas, cuyo empleo en particular se tradujo en escenarios de aspecto semirealista. Fue la primera serie animada masterizada en alta definición y la incursión de Cartoon Network en el género del horror. La música de Jody Gray y Andy Ezrin —compuesta en constante colaboración con Dilworth— se utilizó para resaltar la combinación de lo sobrenatural con la comedia y los momentos más trepidantes de los episodios. La serie también es conocida por sus elementos de surrealismo y ciencia ficción, así como una producción representativa del Cartoon Network de los años 2000 (concretamente, su séptimo Cartoon Cartoon). Su influencia a lo largo de los años se ha podido observar en distintos segmentos de la cultura popular, como el arte de fanáticos y el cosplay.
En 2014 se estrenó el corto de siete minutos The Fog of Courage (o La niebla de Courage), cuya animación se logró enteramente con imágenes generadas por computadora. Cuatro años después, Dilworth anunció la posibilidad de explorar la vida del personaje en una precuela para el canal Boomerang, con el título tentativo Before Courage (o Antes de Courage). Para junio de 2021, la viabilidad del proyecto se había vuelto incierta, y en su lugar se produjo el largometraje directo a vídeo Straight Outta Nowhere: Scooby-Doo Meets Courage the Cowardly Dog (un cruce con Scooby-Doo).

## Premisa y personajes
Con elementos del género del horror como característica fundamental, Courage the Cowardly Dog trata sobre los extraños eventos que le ocurren a sus protagonistas: Courage, Muriel y Eustace Bagge. El episodio «Remembrance of Courage Past» cuenta que el personaje epónimo, un perro tímido y asustadizo, quedó desamparado de cachorro cuando un veterinario envió cruelmente a sus padres al espacio exterior. Poco después fue adoptado por Muriel, una mujer de ascendencia escocesa cuyo esposo es Eustace. La anciana pareja vive como granjeros en un punto desértico a las afueras del ficticio pueblo de Nowhere, Kansas —también llamado «Ningún Lugar» o «Ninguna Parte»—, donde se desarrolla la mayor parte de la serie. Mientras que Muriel es de carácter afable y le brinda confort al nervioso Courage, Eustace —de naturaleza gruñona, egoísta, ingrata y codiciosa— se refiere a él como «perro estúpido» y se divierte al someterlo a todo tipo de maltratos, como sobresaltarlo con una máscara enorme y horripilante. Su tendencia abusiva normalmente le amerita ser el centro de una catástrofe o sufrir algún castigo al final del episodio.
Estos personajes a menudo se encuentran con monstruos, extraterrestres, demonios, zombis, fantasmas, criaturas antropomorfas o algún ser de extraña índole que supone una amenaza para ellos y su austero modo de vivir. Dado que los granjeros suelen ignorar el peligro en que se encuentran, queda en las capacidades del can encontrarle solución a los problemas mediante actos heroicos, motivado por el lema «The things I do for love!» (en español: «¡Lo que hago por amor!»). A la vez, se trata de una figura oximorónica, puesto que muchas de sus reacciones ante el peligro se contraponen a la definición de su nombre, cuyas acepciones en español incluyen «valor», «valentía» o «coraje». Lou Carlozo, del diario Chicago Tribune, señaló: «Courage hace cualquier cosa menos estar a la altura de su nombre la mayoría de los días [...] Se reduce a un manojo de nervios con ojos bien abiertos cuando sus dueños se ven arrastrados a una situación espeluznante». Aunque la mayoría de los entes que la mascota enfrenta son de actitud hostil, otros en realidad sufren de alguna angustia o necesidad, lo que da lugar a su redención al final del capítulo. Courage, también leal y protector, les brinda ayuda en sus propósitos al mismo tiempo que suprime sus profundos miedos y ansiedades. Por ejemplo, el episodio «Courage Meets Bigfoot» muestra cómo a la larga simpatiza con el mítico Pie Grande, quien llega a la granja buscando comida y generando alboroto.
El programa también auna elementos absurdos o grotescos con referencias a obras literarias o fílmicas, como El jorobado de Notre Drame y El exorcista, y presenta a personajes con apariencias asimétricas o inquietantes (entre ellas, el árbol con rostro humano del episodio «The Magic Tree of Nowhere»). Aunque su formato es autoconclusivo (es decir, los asuntos se resuelven al final del episodio), hay un puñado de personajes que reaparecen de manera recurrente. Esto incluye al ordenador de Courage, cuya base de datos resulta de gran utilidad durante eventos paranormales; el doctor Vindaloo, consultor médico predilecto de los Bagge; Shirley, una chihuahua gitana conocida por su don de médium; la madre de Eustace, «Ma» Bagge, que es irritable y de corta estatura; y los malvados Katz —el felino dueño del Motel Katz; criador de arañas asesinas y adversario principal de Courage— y Le Quack —un pato francés que en sus planes recurre a la estafa—. John R. Dilworth contó que sus villanos, aunque suelen anhelar poder, posesiones o privilegios, también esconden ciertas vulnerabilidades, y es por ello que Courage a veces es capaz de suavizar sus actos al fungir como un terapeuta.

## Producción

### The Chicken From Outer Space
Courage y sus dueños debutaron en el cortometraje The Chicken From Outer Space (1996), donde el antagonista es un pollo extraterrestre que ansía conquistar el mundo. John R. Dilworth concibió esta historia a raíz de su paso por la finca donde vivía la familia de su novia, como lo contó al ser entrevistado en 2019: «[Estaba] admirando las monstruosas nubes que dominan el cielo, cuando de repente apareció una intensa bola de luz y me alarmó la sensación de que estaba mirándonos. Y así mismo desapareció [...] Comencé a escribir la historia del pollo alienígena al día siguiente». De joven, Dilworth había incursionado en la animación mientras estudiaba en la Escuela de Artes Visuales de Nueva York y desarrolló gran parte de sus habilidades en esta disciplina por cuenta propia. En 1985 obtuvo su licenciatura en bellas artes y en los años posteriores produjo cortos animados para canales de televisión como Nickelodeon, PBS y MTV, entre los cuales destacaron The Limited Bird (1989), When Lilly Laney Moved In (1992) y The Dirdy Birdy (1994). De acuerdo con el escritor Allan Neuwirth, Dilworth quería que The Chicken From Outer Space estuviera «desprovisto de todas las metáforas básicas de la ciencia ficción de los años 1950» y, en su lugar, dotarlo de humor y suspenso. Influenciado por series televisivas como The X-Files, The Twilight Zone y Night Gallery, el artista perseveró en materializar el corto cuando las negociaciones para producirlo con el canal Sci-Fi no prosperaron.
Dilworth afirmó que el pingüino de The Wrong Trousers —un cortometraje del animador Nick Park— inspiró partes del pollo de The Chicken From Outer Space, y que su intención siempre fue tener de protagonistas a un perro y una pareja de ancianos: «[En mis creaciones] siempre hay una figura femenina de inteligencia superior que está ausente de alguna manera, un personaje masculino muy antipático y un tercero que es inocente». Para él, la estructura familiar de tres representaba «tanto lo secular como lo divino, al hijo único de las familias de clase obrera, una geometría y una pirámide», del mismo modo que estaba ligada a su «atracción» por tal número, también explorada en obras anteriores, como When Lilly Laney Moved In. Al respecto, añadió que su corto Smart Talk with Raisin (1993) presenta al «ancestro más cercano» —tanto física como emocionalmente— a Courage: un perro llamado Hamilton. El hermano de Raisin, Malcolm, es análogo al granjero de The Chicken From Outer Space, pero mucho más joven. Sobre Muriel, puntualizó que su nombre, personalidad, cabello blanco y modo de hablar están basados en una mujer escocesa con quien solía tener conversaciones telefónicas. También contó que se sentía atraído a «explorar el mito americano de la granja en colisión con la fantástica sensibilidad de la era atómica», y a su historia añadió elementos de ciencia ficción extraídos del filme Forbidden Planet (1956).
En 1995, Cartoon Network y Hanna-Barbera habían empezado a incubar proyectos como Dexter's Laboratory, Cow and Chicken y Johnny Bravo para lo que sería el programa antológico World Premiere Toons (más tarde llamado The What a Cartoon! Show), bajo la dirección de Fred Seibert. Dilworth viajó a Hollywood con el fin de plantearles la idea de The Chicken From Outer Space a estas compañías, y para ello decidió ataviarse con un traje espacial y hacer malabares. Seibert consideró adoptar a The Dirdy Birdy para el proyecto, pero al final se inclinó por el guion gráfico que contaba la primera aventura de Courage. Una vez aceptada, la propuesta se convirtió en uno de los dieciocho cortos a presentar en World Premiere Toons entre 1995 y 1996. De los siete minutos de metraje, Dilworth realizó aproximadamente la mitad, y el resto quedó en manos de un pequeño equipo de apoyo. En el apogeo de nuevas tecnologías aplicadas al campo de la animación, los dibujos se colorearon con pintura digital por medio del software Animo. El guion se vio limitado a gruñidos, gritos, carcajadas, el «Booga-booga-booga!» del granjero y la única frase de Courage, «This shouldn't happen to a dog. Ouch!» («Esto no debería pasarle a un perro. ¡Ouch!»), todo pronunciado por el actor de voz Howard Hoffman. En resumen, el trabajo se completó en apenas cinco meses y generó satisfacción tanto en Cartoon Network como en la audiencia de World Premiere Toons. Además de varias menciones honoríficas otorgadas en festivales de cine, fue nominado al premio CableACE en la categoría de mejor programación animada especial o serie, y a un Óscar como mejor corto animado, galardón que se llevó Nick Park por A Close Shave. Dilworth asistió a este último evento y, sentado junto a su competidor, vivió los momentos previos a la entrega con total nerviosismo. Cabe señalar que aquella fue la última vez que la Academia de Artes y Ciencias Cinematográficas permitió la postulación de pilotos o cortometrajes televisivos para sus premiaciones, y la revista Variety catalogó la nominación de The Chicken From Outer Space como un hito en la historia de Cartoon Network.

### Serie televisiva
Al financiar The Chicken From Outer Space, Hanna-Barbera se hizo con los derechos de los personajes y quería que Dilworth se mudara a Los Ángeles para producir el programa televisivo. Empero, el artista se mostró renuente a continuar su carrera como animador, pues un sentimiento de desgaste originó su interés por dedicarse a largometrajes de cine o proyectos asociados a Internet. Acostumbrado además a laborar con gran autonomía en su propio estudio de animación, Stretch Films Inc., esperó dos años hasta que Cartoon Network absorbió a Hanna-Barbera. La ejecutiva Linda Simensky, quien aprobó la producción de Courage the Cowardly Dog, calificó la decisión de Dilworth como «inteligente», pues solo así fue capaz de ejercer los cargos que quería desde su sede en Nueva York. Para la primera temporada, con Robert Winthrop como productor, se realizaron veintiséis segmentos animados que, puestos en par, constituían trece episodios de casi media hora, lo que cumplía con la comisión inicial. Dilworth describió la gestión de la serie como «una mezcla entre tener un negocio responsable» y la libertad de manifestarse artísticamente. Esto le resultó conveniente para tratar ciertos temas de importancia personal: «Aunque es una gran cantidad de trabajo, la producción de televisión es una verdadera oportunidad para expresar tus preocupaciones [... ya que] las caricaturas graciosas ofrecen una visión del comportamiento humano».
Dilworth, un humanista, caracterizó a Eustace como un hombre que maltrata tanto a su esposa como a su perro, lo que se debe a una crianza desprovista de amor maternal. En 2019 expresó: «Me interesan mucho los traumas reprimidos de los villanos, incluso de los protagonistas [...] La idea de profundizar y tratar de asignarle una etimología de mal comportamiento al trauma infantil se basa en una ciencia real. Esa es la ciencia de la psiquiatría». El programa está parcialmente inspirado en el «comportamiento disfuncional» del creador ante ciertas circunstancias, así como muchas de sus otras obras son de carácter «semiautobiográfico». Esto se puede intuir en Courage, un protagonista que a menudo se ve obligado a luchar contra su naturaleza ansiosa. Dilworth comentó que los actos del can funcionaron como una proyección de sus anhelos a través de la «irrealidad del panorama de la animación»; concretamente, su deseo de «hacer algo romántico y noble» en protección de alguien. La figura del villano a veces podía subvertirse, como en el episodio «Last of the Starmakers» —«La última creadora de estrellas»—, en el que un cefalópodo proveniente del espacio exterior resulta ser de naturaleza benigna. «The Mask» —«La máscara»— involucra el tema de la violencia doméstica y las relaciones queer, mostrando a dos amantes separadas forzosamente por un iracundo gánster. Dilworth confesó que esta historia, cuya duración es el doble de lo regular, alude discretamente a las personas de la comunidad LGBT. Según él, la crueldad hacia los animales es otro de los temas que se puede entrever en Courage the Cowardly Dog, al igual que «la pérdida del ser, la industria de la esclavitud [y la toma de] libertades personales». En 2008 declaró: «De muchas maneras, producir Courage me permitió explorar mi subconsciente y revelar algunos de mis demonios, como el abandono de la devoción, la pérdida del honor [y] la falta de expresión personal. [Para ello] pude encontrar medios con que retratar mejor los paisajes emocionales, como la arcilla, el CGI o los recortes».

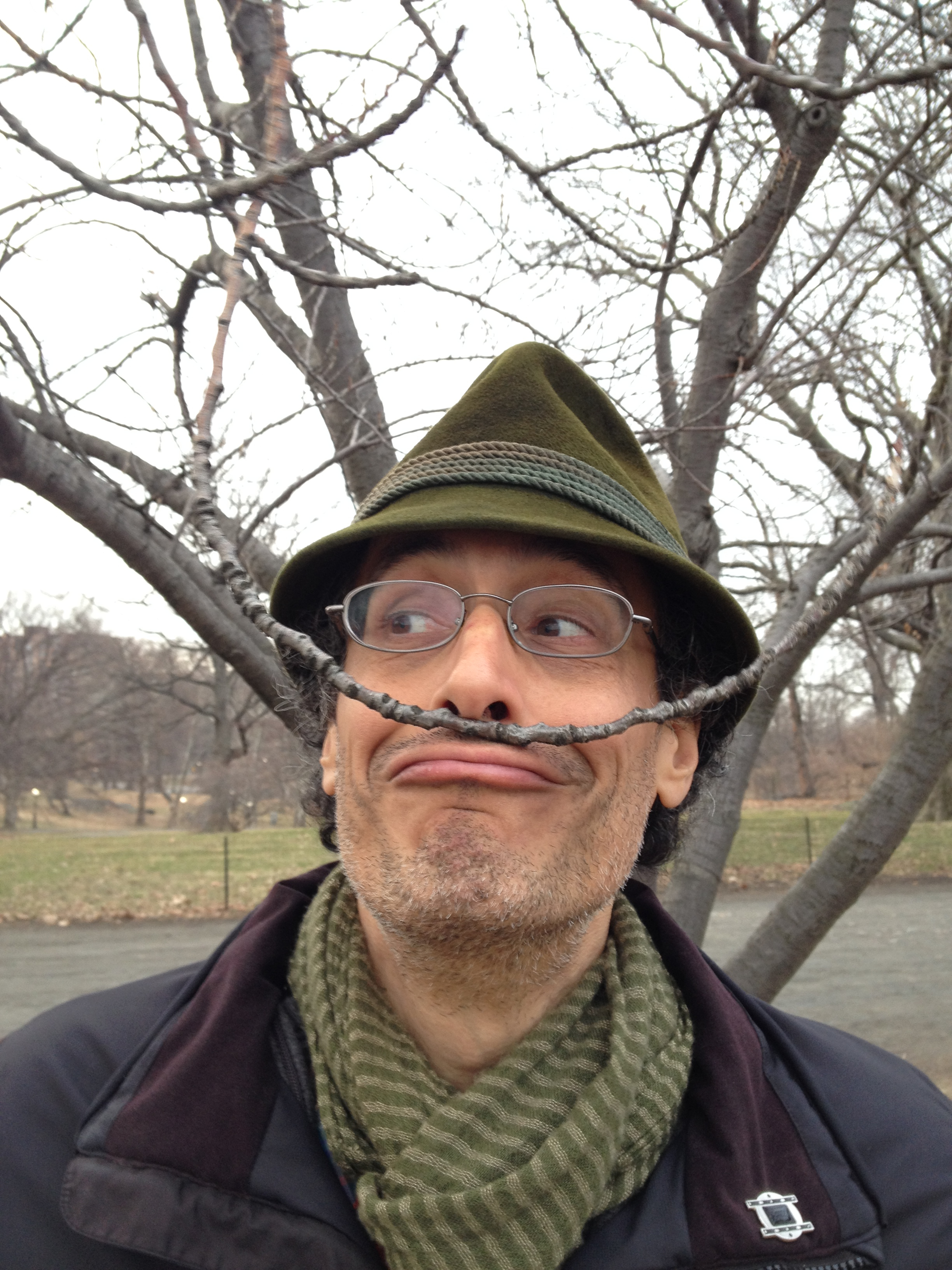
John R. Dilworth (2014) dirigió cada episodio de Courage the Cowardly Dog.

Dilworth afirmó que producir la serie a veces le resultó frustrante, puesto que le era imposible supervisar los procesos que un equipo diferente llevaba a cabo en el extranjero: «Les mandábamos cartas, faxes, los modelos... íbamos allá todos los años. Yo no reanimaba físicamente una escena, pero les proporcionaba claves y les mostraba cómo podía hacerse». En este sentido, The Chicken From Outer Space había sentado las bases del programa y servía como una «biblia visual» para los animadores. Cada historia se contaba primero con un guion gráfico en movimiento —o animatic— que, acompañado por voces y otros efectos de sonido, establecía el ritmo de las escenas que compondrían el producto final. Dilworth diseñaba los fondos, personajes, accesorios y le proveía pequeñas descripciones a los animadores, quienes debían reproducir aquellos modelos de la manera más exacta. Aun así, dedicó tiempo adicional a rehacer dibujos durante el primer año de producción, pero a la larga se sintió más satisfecho con la labor hecha a ultramar. En posición de líder, afirmó su involucramiento emocional «en casi cada elemento de la caricatura», e incluso en la vida de sus artistas, pero en el proceso también desarrolló «mayor tolerancia y paciencia con los demás». Contó alrededor de 2003: «La cuestión es que entré en esto sabiendo que si pudiera obtener al menos el 70 % de lo que haría yo mismo, sería feliz. [Pero] es televisión, se produce en masa».
Simensky y otros ejecutivos no lograban acostumbrarse al hecho de que Courage hablaba frecuentemente en la primera temporada, así que le propusieron a Dilworth reducir la cantidad de sus diálogos. Este se mostró complacido con el cambio, pese a haber querido que la serie difiriera del piloto al hacer que la mascota emitiera palabras: «Limitamos su habla a gritos, balbuceos y gimoteos [...] y funciona. Fue una gran decisión». Para la segunda temporada, la opinión general era que la serie reflejaba un mayor provecho de su potencial. Simensky declaró: «Es un programa tan extraño. Es otro en el que realmente sentí que algunos de los primeros guiones no estaban del todo bien, pero después de una temporada, lo lograron. Sabíamos que iba a mejorar». Dilworth sostuvo que la relación de todo el equipo fue «estupenda» y que hubo muy pocas reconsideraciones sobre el contenido del programa. También pudo lidiar con la prohibición de elementos reminiscentes del cine gore, ya que nunca se consideró aficionado a tal género. Sin embargo, la escopeta de doble cañón que Eustace iba a usar para atemorizar a Courage fue reemplazada por una enorme máscara. Con cuatro temporadas y más de cien segmentos completados hasta 2002 —todos dirigidos por Dilworth—, Cartoon Network concluyó que ya tenía suficiente material de Courage the Cowardly Dog y prescindió de renovar su contrato de producción. Desde entonces, Dilworth se alejó de la corriente principal de la animación y volvió a dedicarse exclusivamente al formato corto, en tanto que su serie continuaba en retransmisiones.

#### Estilo visual

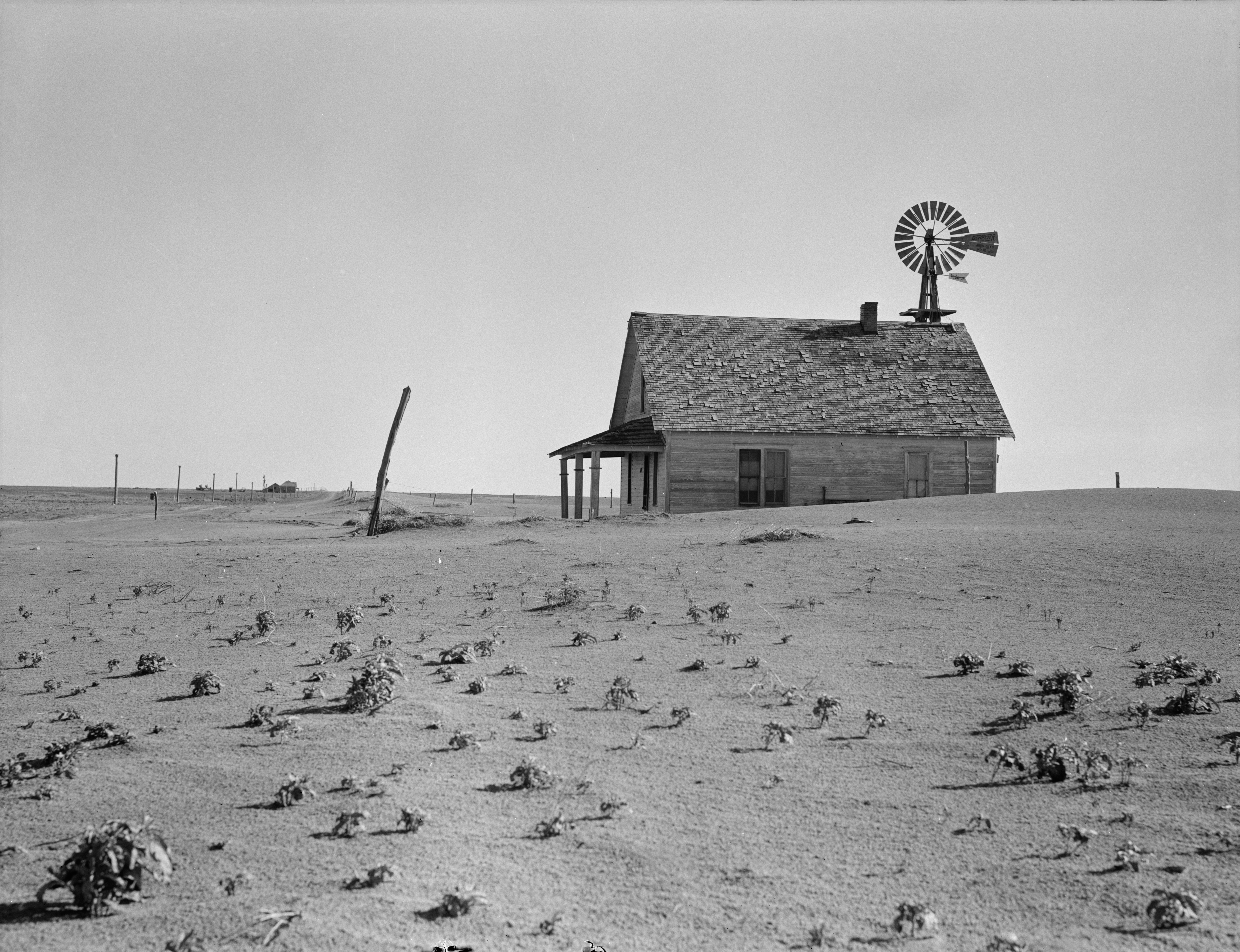
Fotografía tomada por Dorothea Lange alrededor de 1938; muestra una granja abandonada durante el llamado «Cuenco de polvo», al norte de Dalhart, Texas. Este escenario es reminiscente de la vivienda en el medio de Nowhere que habitan los protagonistas de Courage the Cowardly Dog, cuya inspiración provino de imágenes tomadas durante aquel período histórico.

Courage the Cowardly Dog fue la primera serie animada masterizada en alta definición, dato que Animation World Magazine señala como un hito en la industria de la animación del siglo XX. Los personajes son de dimensiones planas en su mayoría, mientras que los escenarios están diseñados con recursos digitales como el CGI o el mapeo de texturas. Por lo mismo, elementos como el suelo, la madera, el papel tapiz y el cielo conservan un aspecto semirealista. Definir este estilo visual para la serie tardó casi una temporada, ya que Dilworth estaba muy interesado en la composición de las escenas, el fotorrealismo, la cinematografía en general y brindar dimensión a través de la iluminación. En beneficio de esto, a los personajes se les ajustaban los colores al momento de incorporarlos a su debido marco. A lo largo de la serie se puede apreciar el uso de medios mixtos, como la imagen real, marionetas, animación con recortes, vídeos de archivo y stop motion. El personaje del rey Ramses, del episodio «King Ramses' Curse», ejemplifica el uso de modelos generados por computadora. Se trata de un espíritu egipcio cuya imagen «ominosa» y plana como el papel, aunada al tono de voz monótono proveído por Dilworth, resultó tan inquietante o «traumática» para algunos espectadores que se convirtió en uno de los personajes más recordados de la serie a lo largo de los años. También se evitó el uso de disolvencias y otras transiciones diferentes al corte seco para alternar las escenas, lo que el creador explicó: «No son necesarios [...] El suspenso no requiere de muchos movimientos de cámara ni desvanecimientos. Lo que precisa es que te lancen muchas imágenes para que las descifres inmediatamente y luego sigas adelante».
Los elaborados fondos también tienen el propósito de «establecer un estado de ánimo o realzar un gag». El escenario principal de la serie, una granja en las afueras de Nowhere, tiene un aspecto desértico y desolado, apenas compuesto por una vivienda de tablas, un molino y el suelo inerte del que, irónicamente, depende la cosecha diaria. Dilworth contó que este lugar está inspirado en fotografías de fincas que quedaron destruidas durante el «Cuenco de polvo» (o Dust Bowl), un fenómeno ocurrido durante la Gran Depresión de los años 1930. Los personajes principales se diferencian grandemente en cuanto a complexión física: Courage es un perro antropomorfo color rosa con extremidades cortas y orejas erguidas; Muriel es de contextura robusta y normalmente usa un vestido amarillo, delantal y botas para el barro; Eustace, de cuerpo delgado y quijada prominente, es de postura encorbada, viste con un overol verde, sombrero y —al igual que Muriel— usa lentes. El lenguaje visual de Dilworth incluye onomatopeyas que surgen cada vez que un personaje grita o recibe un golpe. Tratándose de una comedia física (o slapstick), es común que los ojos de Courage salten de sus órbitas, se llenen de venas, su cerebro explote, se le erice el pelo o su mandíbula caiga; también que se lleve las patas a la cabeza mientras aulla en señal de pánico o rompa la cuarta pared.

#### Diseño de sonido y banda sonora
Dilworth evitó usar música de archivo en Courage the Cowardly Dog; en cambio, le brindó una «cantidad sustancial» de material nuevo al diseñador de sonido Michael Geisler para que lo integrara a momentos de comedia, acción o suspenso. También trabajó con un grupo de músicos para producir temas incidentales, proceso en el cual solían hallar secciones que, al extraerlas, servían para componer una pieza nueva. Dilworth complicó aún más el trabajo al sugerir que sumaran capas de «sonidos graciosos» —como el canto de una persona— a composiciones de extensa duración que a veces se detenían solo para darle espacio a una risa delirante. Comentó en 1999: «El tema podía simplemente seguir y alentar a cualquiera [de nosotros] a poner lo que quisiera en él, y de esa manera volverlo más divertido». Geisler recibía un guion gráfico del episodio de antemano al proceso de composición y así definía la relación entre sus aportes y la escena. Contó que, en The Chicken From Outer Space, un cuadro de Muriel cocinando antecedía al de Courage intentando escapar de un granero con un martillo mecánico, por lo que debió contrastar sonidos orgánicos con otros más dinámicos que además expresaran los ánimos del can mediante gruñidos u otro tipo de voces.
Jody Gray y Andy Ezrin compusieron música especialmente para la serie. El trabajo de Gray es una mezcla de sintetizadores, muestras orquestales y conjuntos en vivo con influencias del cineasta Stanley Kubrick y compositores modernistas como John Cage, Carl Stalling y Harry Partch. Su intención particular en la serie, motivada además por los requerimientos de Dilworth, era orquestar cada momento como si se tratase de una «minipelícula». En cierto episodio, él y Ezrin incorporaron una «ópera falsa» basada en el clásico «Ride of the Valkyries», de Richard Wagner, lo que requirió la composición de hasta quince canciones cortas y la participación de un trío de vocalistas de Broadway. «[Andy] y yo trabajamos un año, interrumpidamente, para este episodio de once minutos. Fue una enorme cantidad de trabajo», le comentó a The Hollywood Reporter en 2002. Cerca del remate de la cuarta temporada ya habían producido 104 temas originales, mezclados conjuntamente por Gray, Jon Smith, Paul Grassini y Frank DiMinno. Por varios años intentaron llegar a un acuerdo con Warner Bros. y Cartoon Network para publicar la banda sonora original de Courage the Cowardly Dog, pero sus composiciones permanecen inéditas. El dúo They Might Be Giants cantó un tema basado en el personaje principal, cuyo videoclip en formato de promo televisivo —animado por el estudio Brand New School— ganó dos estatuillas de plata en los premios PromaxBDA de 2003.

### The Fog of Couragey planes de precuela
Dilworth habló sobre la idea de continuar las aventuras de Courage al ser entrevistado en 2008, y afirmó que de momento no había razones «corporativas [o] económicas» para realizar episodios nuevos, aunque se tenía conciencia de numerosas peticiones firmadas por fanáticos que instaban a ello. No obstante, añadió que «quizás una campaña sustancial de naturaleza parecida que en verdad alcanzara a un ejecutivo sería una provocación [para producir más]». Por último, mencionó que la falta de interés en mercancía rosada por parte de niños varones en Estados Unidos era aún un factor adverso en ese tema.
The Fog of Courage, un corto de siete minutos en animación CGI, se exhibió en la versión sudeste asiática de Cartoon Network durante el Halloween de 2014, y en múltiples festivales de cine alrededor de América, Asia, África y Europa. Turner International Asia Pacific Limited y Stretch Films encabezaron la producción, mientras que el estudio Sparky Animation proveía varios recursos digitales, como modelos en 3D, controles de movimiento y efectos de iluminación. La trama sigue a Courage, quien debe proteger a Muriel de una «niebla sobrenatural» que reclama el collar de su antiguo amor, al cual Eustace se niega a renunciar. Dilworth comentó en 2018 que, de producirse más episodios, excluiría a la pareja de granjeros para centrarse en los primeros años de Courage al lado de sus padres. Aunque la noticia sobre una precuela tentativamente llamada Before Courage (o Antes de Courage) para el canal Boomerang provino del mismo creador a finales de ese año, más tarde explicó que la esencia del proyecto no se había consolidado aún: «Estamos muy emocionados [y] esperaremos a ver qué sucede. [Estoy feliz de ir] adonde el canal quiera llevarlo. Soy simplemente el instrumento de sus ambiciones». Para junio de 2021, las negociaciones se habían suspendido y Dilworth reveló que la viabilidad de su propuesta se había vuelto incierta.

### Cruce conScooby-Doo
En junio de 2021, mediante un avance publicitario, Warner Bros. Animation brindó las primeras imágenes de Straight Outta Nowhere: Scooby-Doo Meets Courage the Cowardly Dog, una película directa a vídeo en la que Courage y sus dueños se embarcan en una aventura con la pandilla de Mystery, Inc. —Fred, Daphne, Velma Shaggy y Scooby-Doo— para indagar sobre una monstruosa cigarra que lidera su propio ejército de semejantes. Lanzado en DVD el 14 de septiembre de dicho año, el cruce es uno más en que la franquicia de Scooby-Doo se entremezcla con personajes y universos de otras animaciones clásicas, como las de Hanna-Barbera. De acuerdo con la productora y directora Cecilia Aranovich, combinarla esta vez con los elementos característicos de Courage the Cowardly Dog significó una labor «desafiante», e incluso se añadieron huevos de Pascua relacionados con la serie del perro rosado. John R. Dilworth mencionó que Warner lo quiso como consultor para el proyecto, pero optó por no involucrarse.

## Reparto de voces

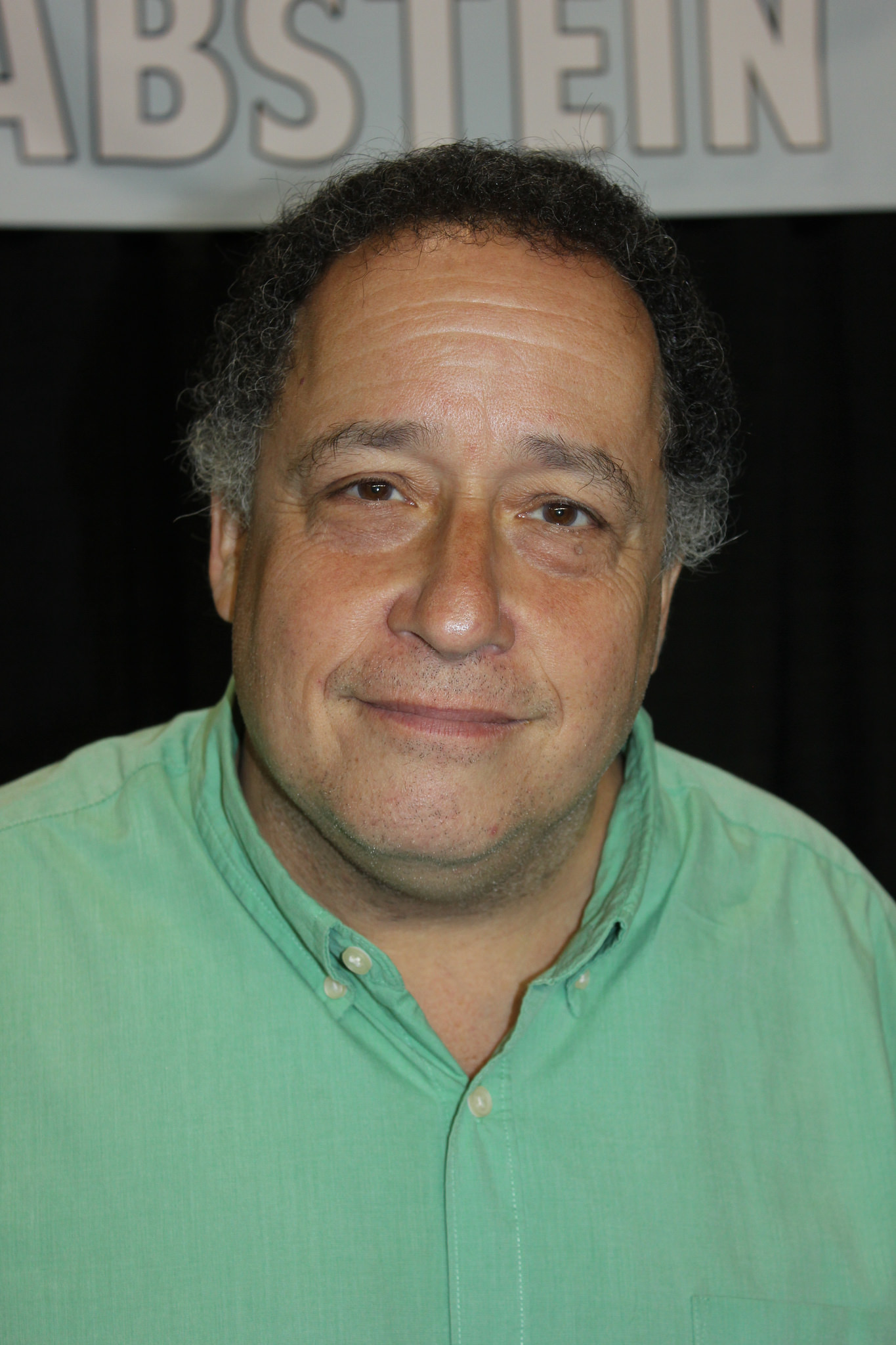
El actor Marty Grabstein (2017) le brindó su voz a Courage.

El reparto de voces original de Courage the Cowardly Dog cuenta con Marty Grabstein, Thea White y Lionel Wilson como Courage, Muriel y Eustace, respectivamente. Este último actor, quien murió de neumonía a la edad de 79, fue reemplazado por Arthur Anderson desde 2002 hasta el final de la serie. Peter Fernandez le prestó su voz a varios personajes mientras asumía la dirección del elenco, que para roles secundarios incluía a Paul Schoeffler (doctor Vindaloo, Katz, Le Quack y otros villanos), Mary Testa (Shirley, la médium), Billie Lou Watt («Ma» Bagge), Simon Prebble (el computador) y Arnold Stang (voces adicionales). Desde 2001, los créditos de voces al final de cada episodio fueron dedicados a la memoria de Watt, quien murió de cáncer de pulmón en septiembre de ese año. The Fog of Courage presenta a los mismos actores principales, salvo a Anderson (fallecido en 2016) como Eustace, pues en su lugar estuvo Wallace Shawn. White, con el acento escocés que caracteriza a su actuación, le dio vida a Muriel por última vez en el cruce Straight Outta Nowhere, antes de su deceso en julio de 2021. En tal ocasión, Eustace fue interpretado por Jeff Bergman.
Por motivos de distribución, existen dos doblajes en español: uno para Hispanoamérica (realizado en México) y otro para España. Además de algunos cambios en cuanto a traducción o adaptación (particularmente en el título, pues el sujeto cambia de Coraje a Agallas según el territorio), cada versión dispuso de un elenco diferente. En el primer caso, Ricardo Mendoza interpretó a Coraje, Ángeles Bravo a Muriel, Hérman Lopez a Eustace (o Justo) y Miguel Ángel Ghigliazza a varios personajes secundarios. En España, Juan Antonio Arroyo asumió a Agallas, María Romero a Muriel, Rafael de Penagos a Eustace (o Eustaquio) y Rafael Alonso Naranjo Jr. proveyó las voces adicionales.

## Emisión
Séptima en la cronología de los Cartoon Cartoons, la serie se transmitió por primera vez en Estados Unidos el 12 de noviembre de 1999, como parte del bloque de programación estelar Cartoon Cartoon Fridays. De acuerdo con Hal Erickson en la enciclopedia Television Cartoon Shows (2005), fue «ansiosamente anticipada» durante tres años entre los aficionados a los dibujos animados, debido al buen acogimiento de The Chicken From Outer Space. Para entonces, fue el estreno más visto en la historia de Cartoon Network, según datos demográficos que abarcaban a personas entre la edad de dos y diecisiete años, equivalentes al 2.4 % de familias con servicio de cable en la medida de Nielsen.
Con series como Mike, Lu & Og y I Am Weasel, formó parte de la renovada programación del canal a finales del siglo XX, descrita por Martin Goodman de Animation World Magazine como «una revisión minimalista del género del horror estadounidense». También fue el segundo programa más visto de Cartoon Network durante el año 2000, con su audiencia que suponía un 2.1 % de hogares en sintonía, superado solamente por el 2.3 % que promediaba Dexter's Laboratory. En marzo del año siguiente llegó a ser la nonagésima quinta producción más vista de la televisión estadounidense. Cabe señalar que estas emisiones fueron clasificadas para mayores de siete años, lo que el letrero TV-Y7 advertía en obediencia a las regulaciones de la Comisión Federal de Comunicaciones (o FCC, por su sigla en inglés).
El canal también presentó maratones de la serie durante aquel período, incluido uno de veinticuatro horas en el marco del Halloween de 2002. En particular, el «Scare-A-Thon» (vagamente, «Asustatón»), emitido en octubre de 2000, incluía dieciséis segmentos animados de un minuto que mostraban a la pandilla de Scooby-Doo —Shaggy, Fred, Daphne, Velma y Scooby— compartiendo relatos de terror que atemorizaban a los perros de estas dos ficciones. Otro maratón presentado en abril de 2001 significó un incremento de 114 % en espectadores de seis a once años con respecto al año anterior.
La serie se estrenó en la versión latinoamericana y española de Cartoon Network a principios de los años 2000, tanto doblada como subtitulada en el caso de España, y desde la década de 2010 ha estado disponible en palataformas como la de Amazon Prime Video, iTunes, Google Play y Max.
| Temporada        | Temporada | Episodios         | Emisión original        | Emisión original        |
| Temporada        | Temporada | Episodios         | Inicio                  | Final                   |
| ---------------- | --------- | ----------------- | ----------------------- | ----------------------- |
|                  | 1         | 13 (26 segmentos) | 12 de noviembre de 1999 | 31 de marzo de 2000     |
|                  | 2         | 13 (25 segmentos) | 31 de octubre de 2000   | 16 de noviembre de 2001 |
|                  | 3         | 13 (26 segmentos) | 11 de enero de 2002     | 9 de agosto de 2002     |
|                  | 4         | 13 (25 segmentos) | 6 de septiembre de 2002 | 22 de noviembre de 2002 |
| Fuente: TV Guide |           |                   |                         |                         |

## Derivados

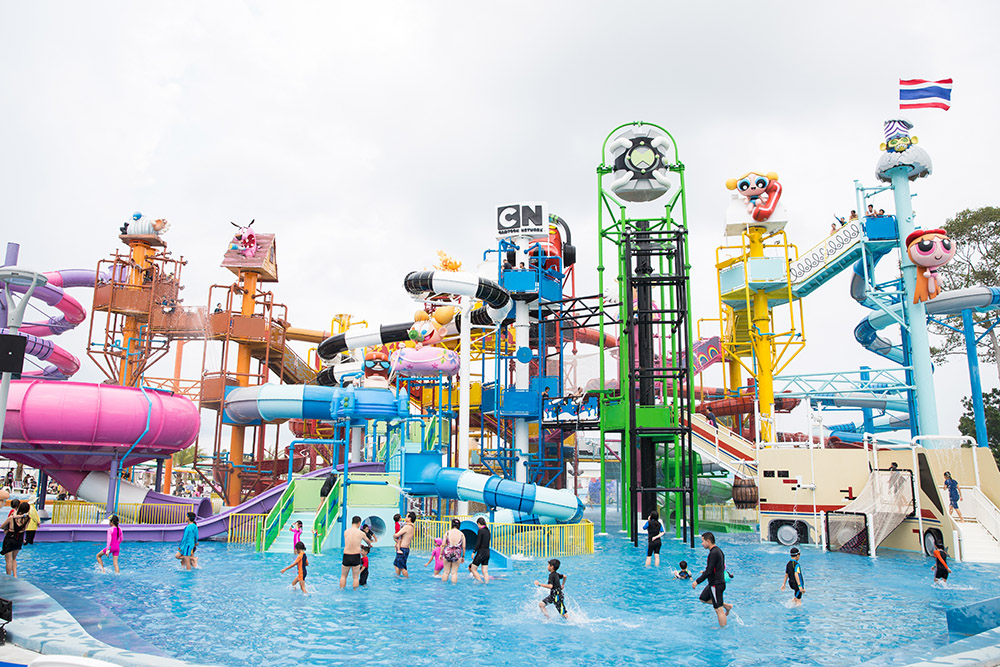
Vista general del parque acuático Cartoon Network Amazone, en Tailandia, donde se observa un tobogán anaranjado con la figura de Courage.

Macrospace desarrolló el juego móvil Courage the Cowardly Dog: Haunted House (2003), cuya dinámica consistía en asumir el rol de Courage y eliminar figuras paranormales como «la Momia» o «la Sombra» para defender a Muriel y Eustace de su dañina invasión. Igualmente, videojuegos de navegador como Hallway of Horrors, Snack Attack y Bogey Nights consistían en controlar al can y lidiar con entidades variopintas como «el Coco». Uno o más personajes de la serie figuran en los juegos Cartoon Network Speedway (2003), Cartoon Network: Block Party (2004), Cartoon Network Racing (2006) y Cartoon Network: FusionFall (2009). La editorial DC también los incluyó en varios volúmenes del cómic Cartoon Network Block Party, que reunía aventuras basadas en series como Codename: Kids Next Door, Ed, Edd n Eddy y Foster's Home for Imaginary Friends. En 2014, IDW Publishing publicó la historieta Powerpuff Girls Super Smash-Up! —perteneciente a la franquicia de The Powerpuff Girls—, cuyo segundo capítulo incluía un cruce con el mundo de Courage the Cowardly Dog.
En 2001, Cartoon Network disponía de gorras y camisetas adornadas con imágenes de Courage en su tienda en línea. El personaje luego fue incluido en promociones para Kellogg's, BellyWashers, Subway y McDonald's, así como en la campaña «Carrera Cartoon» con Unicef para fomentar la actividad física en niños. Cuando el parque acuático Cartoon Network Amazone abrió sus puertas en Tailandia a finales de 2014, una de sus atracciones era el tobogán tematizado con la serie. También en 2018 se licenciaron conjuntos de vestir y figuras de vinilo inspiradas en el rosado can y otras propiedades hermanas. Pese a todo esto, Dilworth aseveró que el amplio gusto por el personaje no lo convertía en un producto popular (a diferencia de homólogos como Bob Esponja o Scooby-Doo), debido a su color característico y la «corriente subyacente del conservadurismo en Estados Unidos» que detenía a los niños varones de adquirir mercancía rosada o fucsia:

El problema con Courage es que no había nada parecido [en su momento]. Scooby-Doo es lo que realmente propició la serie [...] Ya sabes, porque son muy similares: el perro y el [género del] horror. Pero el problema también era cultural y político: Courage es rosa, y era muy difícil venderle mercancía rosada a los niños a finales de los noventa y principios del siglo.

La serie también ha sido editada en varios volúmenes de DVD, primero a través de Madman Entertainment, compañía que comercializó las primeras dos temporadas entre septiembre de 2007 y enero de 2010. Warner Home Video publicó las cuatro temporadas por separado entre 2010 y 2016, como parte de la colección Cartoon Network's Hall of Fame (o «Salón de la fama de Cartoon Network»), para culminar en 2018 con Courage the Cowardly Dog: The Complete Series, el paquete de ocho discos que englobaba la serie entera.

## Recepción e influencia
Courage the Cowardly Dog es una de las series insignes del Cartoon Network de finales de los años 1990 e inicios de los 2000, y una de las mejores de su catálogo según el equipo de Entertainment Weekly: «Superando la fórmula con una espesa atmósfera de espeluznante surrealismo y algunos villanos genuinamente amenazantes, el programa fue único en su tipo, al igual que su siempre tremuloso (pero, al final, acertadamente nombrado) personaje titular». Sin embargo, su éxito no se equiparó al de contemporáneos como The Powerpuff Girls, sobre lo que Sean Malin —del sitio web Vulture— comentó: «Para los espectadores jóvenes acostumbrados a la destellante simplicidad de Blossom, Bubbles y Buttercup, [las imágenes de Courage the Cowardly Dog] ofrecieron asombro y terror en cantidades iguales». También afirmó que, al margen del éxito creativo que significó para su creador, «la combinación de horror corporal y comedia chaplinesca del programa resultó estar demasiado encasillada». Steve Erickson de Los Angeles Magazine resaltó que, de toda una ola de animaciones emitidas durante el primer tercio de los años 2000, la de Dilworth era «tal vez la más subestimada» en un panorama «dominado por los superhéroes y el anime»: «Courage the Cowardly Dog quizá sea demasiado alucinatoria para su propio bien», agregó. En medios hispanos, un redactor del diario Clarín destacó las «aventuras alejadas de toda moraleja» que despertaron el agrado de una nueva generación de infantes, mientras que Guillermo Piro de Página/12 elogió el episodio «El demonio en el colchón», que contiene referencias a El exorcista y una secuencia de pulseadas entre Courage y una Muriel poseída: «Permítanme decir que es una escena comparable con la de El séptimo sello de Bergman, cuando Max von Sydow juega al ajedrez con la muerte. No, no es comparable: es mejor [...] Quien dobla la voz de Coraje sabe lo que está haciendo».
John G. Nettles, de PopMatters, opinó que el apartado visual está «hecho de manera muy limpia» y en ocasiones luce «hiperrealista y hermoso», para luego concluir: «El programa es, en general, una mezcla fascinante y texturizada de las convenciones del dibujo animado y las películas de terror, y verlo es un placer». En Common Sense Media, donde la serie está catalogada como un «favorito de culto», KJ Dell Antonia advirtió: «Los padres deben saber que este programa no es apropiado para ningún niño lo suficientemente joven como para creer en la realidad de un personaje animado en cualquier nivel». Scott Moore de The Washington Post la abarcó como una de las muchas ficciones infantiles estrenadas en 1999 cuyo valor educativo se encuentra por debajo de su habilidad para entretener. Kayla Cobb, de Decider, opinó en retrospectiva: «Quizás el elemento más interesante de Courage the Cowardly Dog reside en cómo usó una variedad de horrores para darle escalofríos a los niños [...] Muchas de las emociones del programa se mantienen hasta el día de hoy [... y] es difícil no inclinarse hacia la abrumadora sensación de incomodidad que rezuma». En similar postura, Randy Miller III de DVD Talk emitió: «Los programas de televisión dirigidos a audiencias más jóvenes generalmente no buscan [generar] emociones fuertes y escalofríos, por lo que es bueno ver que una serie genuinamente surrealista e inquietante desarrolló un seguimiento decente». Maya Phillips, de The New York Times, afirmó que los distintos estilos mezclados crean un «atractivo ecléctico» que no solo funciona como «vehículo para risas y sustos juveniles», sino que además consigue momentos de pathos. En el libro America Toons In: A History of Television Animation (2014), el estudioso de la animación David Perlmutter asegura: «Al igual que The Grim Adventures of Billy & Mandy, de Maxwell Atoms, el programa mezcla el horror gótico sobrenatural con la comedia física de maneras únicas y bizarras, y pronto se convirtió en un favorito de la audiencia».
La influencia del programa se ha podido observar en ámbitos relativos a la música y el espectáculo, al igual que sus personajes en la cultura del meme, el cosplay y el arte de fanáticos. Por ejemplo, en 2019 se dio a conocer el trabajo de más de 120 animadores independientes que aunaron esfuerzos para rehacer el episodio «Freaky Fred» con diferentes estilos artísticos. John Fram, autor moderno de novelas de horror y suspenso, reconoció el efecto de Courage en sus primeros años de vida y declaró: «El programa es una de las obras reinantes del surrealismo estadounidense, la respuesta obreril a Mulholland Drive y un logro singular en la animación. También me hizo orinar del miedo, literalmente». En internet se han generado teorías que intentan descifrar los extraños eventos que ocurren en el medio de Nowhere. Una de ellas propone que el sitio es en realidad un purgatorio al que se relegan las almas de los muertos, y otra sugiere que todos los eventos ocurridos ahí se deben más bien a la percepción de Courage como un perro corriente. Rhi Storer, del diario británico The Guardian, señaló la creencia de que la premisa se basa en la leyenda de «una pareja en Nuevo México que desapareció luego de extraños sucesos, dejando únicamente a su perro».
Dilworth, consciente de varias interpretaciones dadas al programa, habló acerca de ellas en 2014: «¡Me encantan todas! no voy a convertirme en un estirado y decirle a alguien que su teoría es incorrecta o inexacta. ¡Todas son correctas!». En otra ocasión, agregó: «Si quieres creer que todos los visitantes de la granja representan distintos aspectos de la mente, no estás equivocado. Disfruto de las múltiples teorías de los símbolos y el significado de la serie, estas cosas solo contribuyen a su promesa del mañana  [sic]». También le dijo a IndieWire en 2024: «Es encantador cuando alentamos la imaginación de todos para que evoquen sus propias fantasías». Además, observó que el fanatismo por el programa puede tener diferentes manifestaciones, dependiendo del individuo: desde fanes «acosadores y problemáticos» hasta aquellos que le han manifestado su gratitud con recuerdos hechos a mano.

## Premios y nominaciones
| Año                          | Premio                                    | Categoría                                                                 | Nominado | Resultado |
| ---------------------------- | ----------------------------------------- | ------------------------------------------------------------------------- | --- | --------- |
| The Chicken From Outer Space |                                           |                                                                           | |           |
| 1996                         | Premios Óscar                             | Mejor corto animado                                                       | John R. Dilworth | Nominado  |
| 1996                         | Festival de animación ASIFA-East          | Mejor director                                                            | John R. Dilworth | Ganador   |
| 1996                         | Premios CableACE                          | Mejor programación animada especial o serie                               | John R. Dilworth, Davis Doi y Robert D. Marcus | Nominados |
| 1996                         | Festival de cine de Atlanta               | Mención honorable                                                         | John R. Dilworth | Ganador   |
| 1996                         | Festival de cine internacional de Chicago | Certificado de mérito                                                     | John R. Dilworth | Ganador   |
| 1996                         | Festival de cine de Nueva Orleans         | Premio Lumiere                                                            | John R. Dilworth | Ganador   |
| 1996                         | Festival de cine de Sitges                | Mejor corto                                                               | John R. Dilworth | Ganador   |
| 1996                         | WorldFest Charleston                      | Premio dorado                                                             | John R. Dilworth | Ganador   |
| 1996                         | WorldFest Houston                         | Premio plateado                                                           | John R. Dilworth | Ganador   |
| 1997                         | Festival internacional de cine de Algarve | Mejor animación - Independientes y escuelas de cine                       | John R. Dilworth | Ganador   |
| 1998                         | Festival de las naciones                  | Oso de oro                                                                | John R. Dilworth | Ganador   |
| Courage the Cowardly Dog     |                                           |                                                                           | |           |
| 2000                         | Premios Annie                             | Logro individual destacado en diseño de producción para una serie animada | John R. Dilworth (por «A Night at the Katz Motel») | Ganador   |
| 2000                         | Premios Golden Reel                       | Mejor edición de sonido en una serie animada                              | Michael Geisler, Andrea Lawson, Peter Roos, Norval D. Crutcher III, Stuart Ablaza, Jason Piatt, Glenn Oyabe y Elliott Koretz (por «The Duck Brothers») | Nominados |
| 2001                         | Premios Golden Reel                       | Mejor edición de sonido en una serie animada                              | Michael Geisler, Peter Roos, Norval D. Crutcher III y Jason Piatt (por «Courage in the Big Stinkin' City»)                                             | Ganadores |
| 2003                         | Premios Golden Reel                       | Mejor edición de sonido en una serie animada                              | Michael Geisler, Peter Roos, Jason Piatt y Norval D. Crutcher III (por «The Tower of Dr. Zalost»)                                                      | Nominados |
| 2003                         | Premios Annie                             | Logro destacado en un comercial animado de televisión                     | «Courage» | Ganador   |